# Авеню Эн (линия Калвер, Ай-эн-ди)
|   |   |   |   |   |
| · | · | · | · | · |

|   |   |   |   |   |
| · | · | · | · | · |

«Авеню Эн» (англ. Avenue N) — станция Нью-Йоркского метрополитена, расположенная на линии Калвер, Ай-эн-ди. Станция находится в Бруклине, в округах Мидвуд и Маплитон, на пересечении авеню Эн с Макдональд-авеню. На станции останавливаются маршруты F (круглосуточно) и <F> (в часы пик в пиковом направлении).
Станция расположена на трёхпутном участке линии, причём платформами оборудованы только внешние (локальные) пути. Центральный экспресс-путь не используется для маршрутного движения поездов с 1976 года — именно тогда было прекращено экспресс-сообщение по линии из-за многочисленных жалоб пассажиров. Станция является эстакадной. В центральной части платформы оборудованы навесом, по всей протяженности (за исключением северного конца) платформы ограждены бежевым железным забором. Название станции представлено преимущественно на стенах.
Станция имеет два выхода, оба из которых представлены лестницами и мезонином под платформами. В мезонинах расположены турникеты. Круглосуточный вход (основной) находится в южной части платформ. Через мезонин можно перейти с платформы на платформу. Этот выход приводит к северным углам перекрёстка авеню Эн с Макдональд-авеню. Второй мезонин и, соответственно, выход расположен с северного конца платформ. Турникетный павильон представлен только полноростовыми турникетами. Этот выход приводит к Макдональд-авеню, чуть дальше от её пересечения с авеню Эм. Выход не совсем обычен: если с восточной платформы можно как выйти, так и войти, то на западную (на Кони-Айленд — Стилуэлл-авеню) вход пассажирам закрыт.

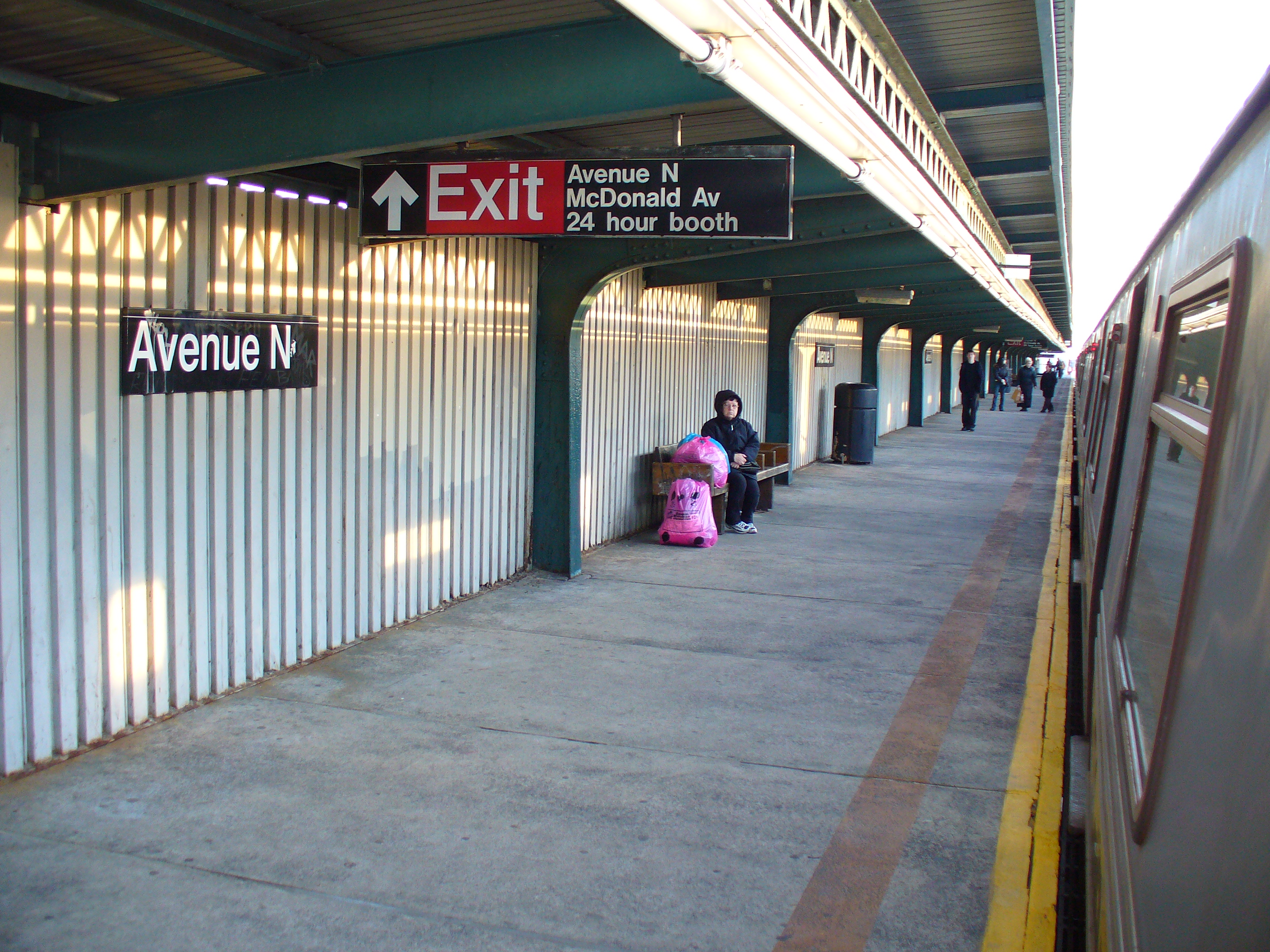
Южный выход со станции
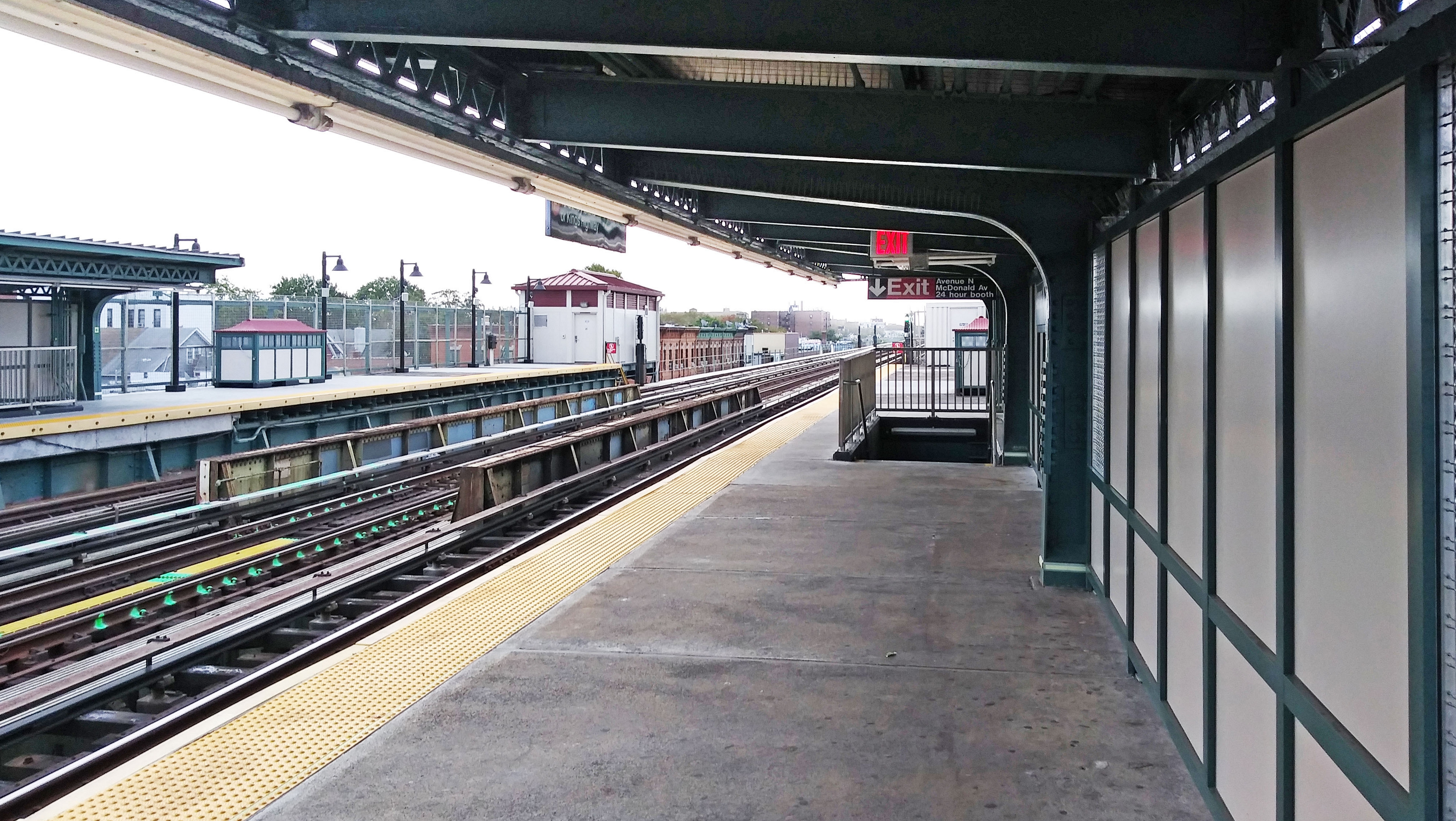
Платформа южного направления
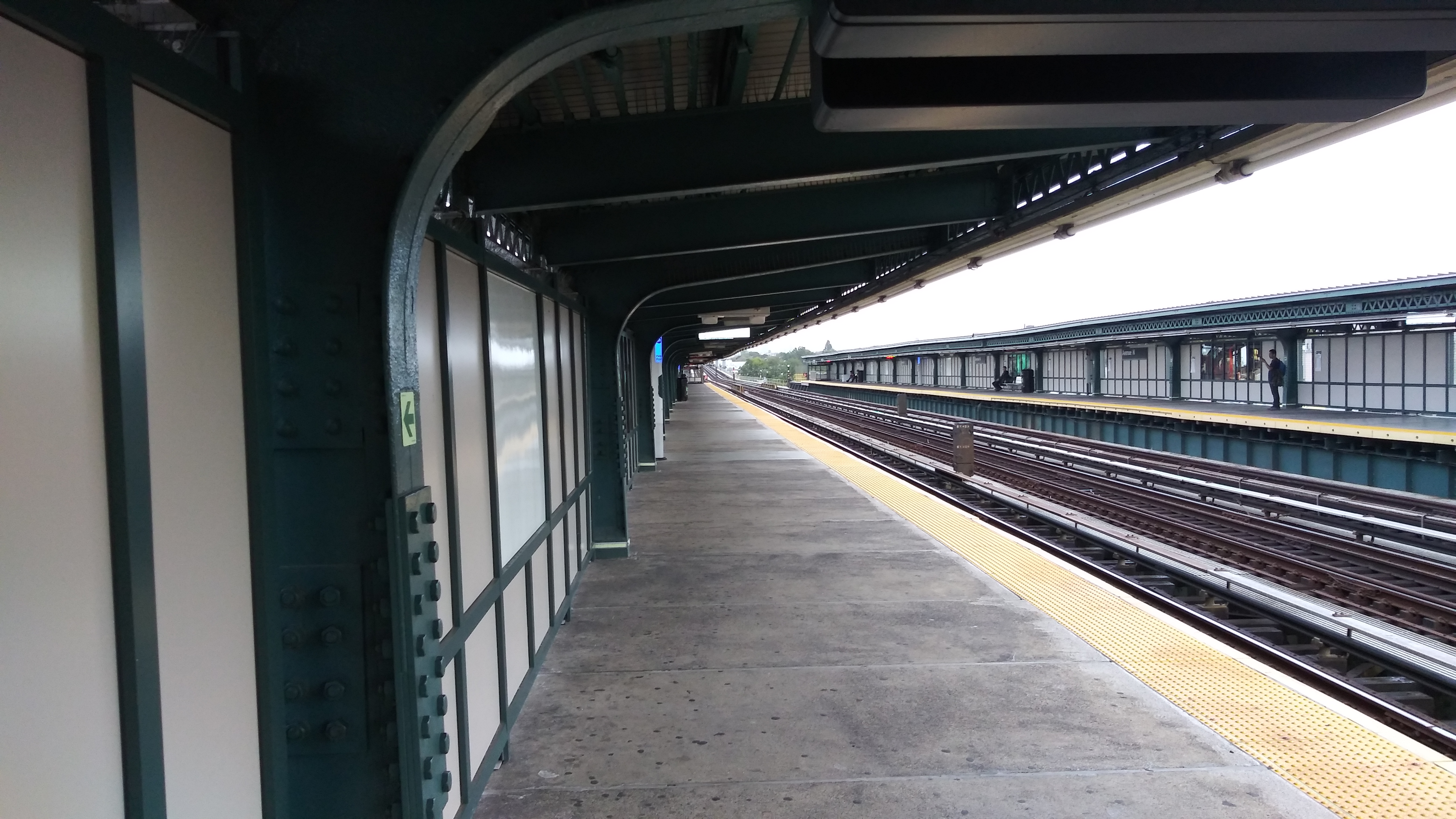
Платформа южного направления